# Labastide-Rouairoux
Labastide-Rouairoux est une commune française située dans le sud-est du département du Tarn, en région Occitanie. Sur le plan historique et culturel, la commune est dans la Montagne Noire, un massif montagneux constituant le rebord méridional du Massif central.
Exposée à un climat océanique altéré, elle est drainée par le Thoré, le Ruisseau de Candesoubre, le ruisseau de Beson, le ruisseau de Merlaussou, le ruisseau de vertignol et par divers autres petits cours d'eau. Incluse dans le parc naturel régional du Haut-Languedoc, la commune possède un patrimoine naturel remarquable composé de quatre zones naturelles d'intérêt écologique, faunistique et floristique.
Labastide-Rouairoux est une commune rurale qui compte 1 418 habitants en 2022, après avoir connu un pic de population de 3 327 habitants en 1954.  Ses habitants sont appelés les Bastidiens ou  Bastidiennes.

## Géographie

### Localisation
La commune est située dans l'est du département du Tarn à l'est de Castres. Elle est limitrophe de l'Hérault, au cœur du parc naturel régional du Haut-Languedoc.

### Communes limitrophes
Les communes limitrophes sont  Anglès, Courniou, Ferrals-les-Montagnes, Lacabarède et Verreries-de-Moussans.
| Anglès     |                                 |                                 |
|            | Labastide-Rouairoux             | Courniou (Hérault)              |
| Lacabarède | Ferrals-les-Montagnes (Hérault) | Verreries-de-Moussans (Hérault) |

### Voies de communication et transports
La commune est desservie par des lignes régulières du réseau régional liO : la ligne 753 la relie à Castres et à Béziers (prolongée jusqu'à Valras-Plage en période estivale) ; la ligne 762 la relie à Castres et à Saint-Pons-de-Thomières.

### Hydrographie
La commune est dans le bassin de la Garonne, au sein du bassin hydrographique Adour-Garonne. Elle est drainée par le Thoré, le ruisseau de Candesoubre, le ruisseau de Beson, le ruisseau de Merlaussou, le ruisseau de vertignol, le ruisseau de Camblades, le ruisseau de Frescaty, le ruisseau de la Goutines, le ruisseau de Larroque, le ruisseau de Répudi, le ruisseau de Robert, le ruisseau de Tremès, le ruisseau de Veyriès et par divers petits cours d'eau, qui constituent un réseau hydrographique de 42 km de longueur totale,.
Le Thoré, d'une longueur totale de 61,6 km, prend sa source dans la commune de Rieussec et s'écoule d'est en ouest. Il traverse la commune et se jette dans l'Agout à Navès, après avoir traversé 20 communes.
Le ruisseau de Candesoubre, d'une longueur totale de 16,2 km, prend sa source dans la commune de Cassagnoles et s'écoule du sud-ouest vers le nord-est puis vers le nord-ouest. Il traverse la commune et se jette dans le Thoré à Saint-Amans-Valtoret, après avoir traversé 7 communes.

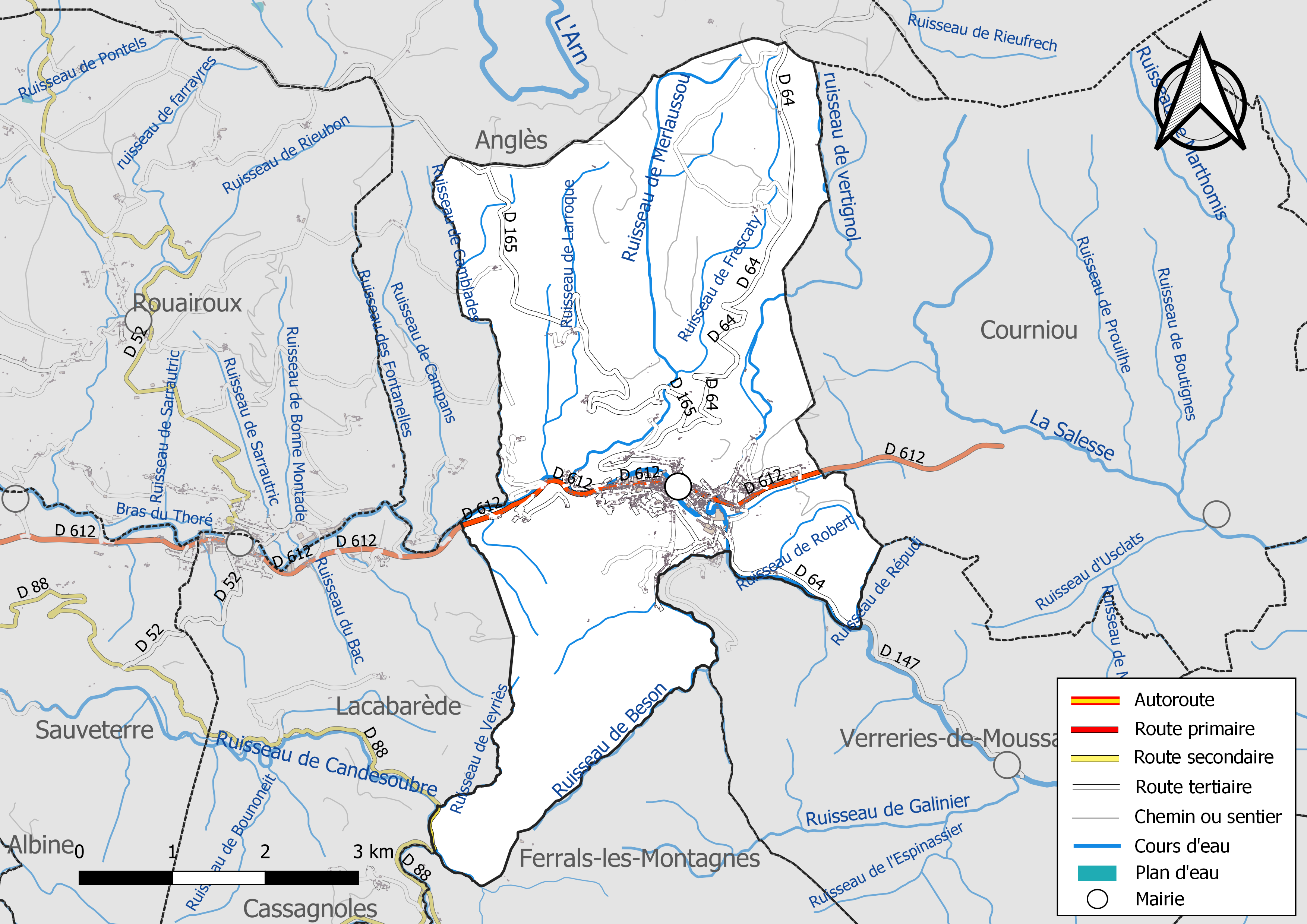
Réseaux hydrographique et routier de Labastide-Rouairoux.

### Climat
Pour des articles plus généraux, voir Climat de l'Occitanie et Climat du Tarn.
En 2010, le climat de la commune est de type climat méditerranéen altéré, selon une étude du Centre national de la recherche scientifique s'appuyant sur une série de données couvrant la période 1971-2000. En 2020, Météo-France publie une typologie des climats de la France métropolitaine dans laquelle la commune est exposée à un climat méditerranéen et est dans la région climatique Provence, Languedoc-Roussillon, caractérisée par une pluviométrie faible en été, un très bon ensoleillement (2 600 h/an), un été chaud (21,5 °C), un air très sec en été, sec en toutes saisons, des vents forts (fréquence de 40 à 50 % de vents > 5 m/s) et peu de brouillards.
Pour la période 1971-2000, la température annuelle moyenne est de 12,4 °C, avec une amplitude thermique annuelle de 15,2 °C. Le cumul annuel moyen de précipitations est de 1 282 mm, avec 10,9 jours de précipitations en janvier et 4,9 jours en juillet. Pour la période 1991-2020, la température moyenne annuelle observée sur la station météorologique installée sur la commune est de 12,1 °C et le cumul annuel moyen de précipitations est de 1 284,7 mm. 
La température maximale relevée sur cette station est de 41 °C, atteinte le 23 août 2023 ; la température minimale est de −11,8 °C, atteinte le 8 février 2012,,.
| Mois                                  | jan.          | fév.           | mars          | avril         | mai           | juin          | jui.          | août        | sep.          | oct.          | nov.        | déc.          | année      |
| ------------------------------------- | ------------- | -------------- | ------------- | ------------- | ------------- | ------------- | ------------- | ----------- | ------------- | ------------- | ----------- | ------------- | ---------- |
| Température minimale moyenne (°C)     | 1,7           | 1,3            | 3,3           | 6,1           | 8,9           | 12,4          | 14,4          | 14          | 11,5          | 9,4           | 5,5         | 2,4           | 7,6        |
| Température moyenne (°C)              | 4,6           | 5              | 7,7           | 10,9          | 13,9          | 18,1          | 20,6          | 20,3        | 17,2          | 13,4          | 8,6         | 5,5           | 12,1       |
| Température maximale moyenne (°C)     | 7,6           | 8,7            | 12,1          | 15,8          | 19            | 23,8          | 26,9          | 26,6        | 22,9          | 17,4          | 11,8        | 8,5           | 16,8       |
| Record de froid (°C) date du record   | −8,2 19.01.17 | −11,8 08.02.12 | −9,5 02.03.05 | −4,1 08.04.21 | 0,1 04.05.10  | 5 05.06.13    | 7,6 02.07.22  | 6 31.08.10  | 3,2 18.09.22  | −2,8 19.10.09 | −6 28.11.13 | −8,1 26.12.10 | −11,8 2012 |
| Record de chaleur (°C) date du record | 21 01.01.22   | 21,8 26.02.19  | 24,5 22.03.24 | 28,9 14.04.24 | 30,4 22.05.22 | 38,1 17.06.22 | 37,5 16.07.22 | 41 23.08.23 | 32,9 03.09.16 | 31,4 10.10.23 | 24 13.11.23 | 21,3 31.12.21 | 41 2023    |
| Précipitations (mm)                   | 150,4         | 119,1          | 146,5         | 113,1         | 117,4         | 51,8          | 37,6          | 40,7        | 69,3          | 168,9         | 147         | 122,9         | 1 284,7    |

| Diagramme climatique                                  |             |              |              |            |              |              |            |              |              |            |             |
| J                                                     | F           | M            | A            | M          | J            | J            | A          | S            | O            | N          | D           |
| 7,61,7150,4                                           | 8,71,3119,1 | 12,13,3146,5 | 15,86,1113,1 | 198,9117,4 | 23,812,451,8 | 26,914,437,6 | 26,61440,7 | 22,911,569,3 | 17,49,4168,9 | 11,85,5147 | 8,52,4122,9 |
| Moyennes : • Temp. maxi et mini °C • Précipitation mm |             |              |              |            |              |              |            |              |              |            |             |

Les paramètres climatiques de la commune ont été estimés pour le milieu du siècle (2041-2070) selon différents scénarios d'émission de gaz à effet de serre à partir des nouvelles projections climatiques de référence DRIAS-2020. Ils sont consultables sur un site dédié publié par Météo-France en novembre 2022.

### Milieux naturels et biodiversité

#### Espaces protégés
La protection réglementaire est le mode d’intervention le plus fort pour préserver des espaces naturels remarquables et leur biodiversité associée,.
La commune fait partie du parc naturel régional du Haut-Languedoc, créé en 1973 et d'une superficie de 307 184 ha, qui s'étend sur 118 communes et deux départements. Implanté de part et d’autre de la ligne de partage des eaux entre Océan Atlantique et mer Méditerranée, ce territoire est un véritable balcon dominant les plaines viticoles du Languedoc et les étendues céréalières du Lauragais,

#### Zones naturelles d'intérêt écologique, faunistique et floristique
L’inventaire des zones naturelles d'intérêt écologique, faunistique et floristique (ZNIEFF) a pour objectif de réaliser une couverture des zones les plus intéressantes sur le plan écologique, essentiellement dans la perspective d’améliorer la connaissance du patrimoine naturel national et de fournir aux différents décideurs un outil d’aide à la prise en compte de l’environnement dans l’aménagement du territoire.
Deux ZNIEFF de type 1 sont recensées sur la commune :
les « sagnes de la Gante » (36 ha), couvrant 2 communes du département, et 
les « sagnes du Frescaty » (19 ha)
et deux ZNIEFF de type 2, : 
- la « montagne Noire (versant Nord) » (31 971 ha), couvrant 37 communes dont 14 dans l'Aude, deux dans la Haute-Garonne, trois dans l'Hérault et 18 dans le Tarn[19] ;
- les « sagnes du plateau d'Anglès et bassin versant de l'Arn » (9 725 ha), couvrant 10 communes dont deux dans l'Hérault et huit dans le Tarn[20].

Carte des ZNIEFF de type 1 et 2 à Labastide-Rouairoux.
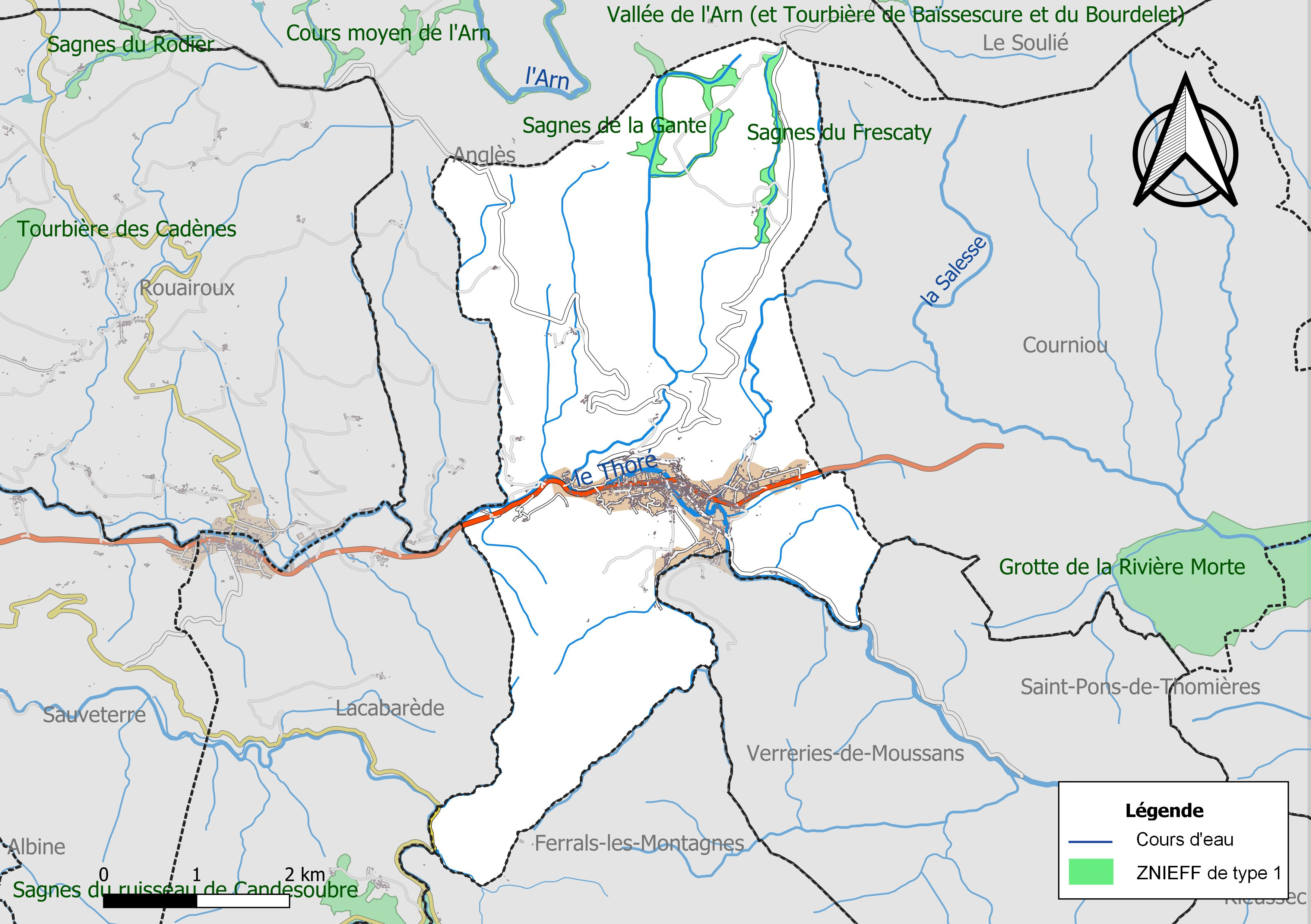
Carte des ZNIEFF de type 1 sur la commune.
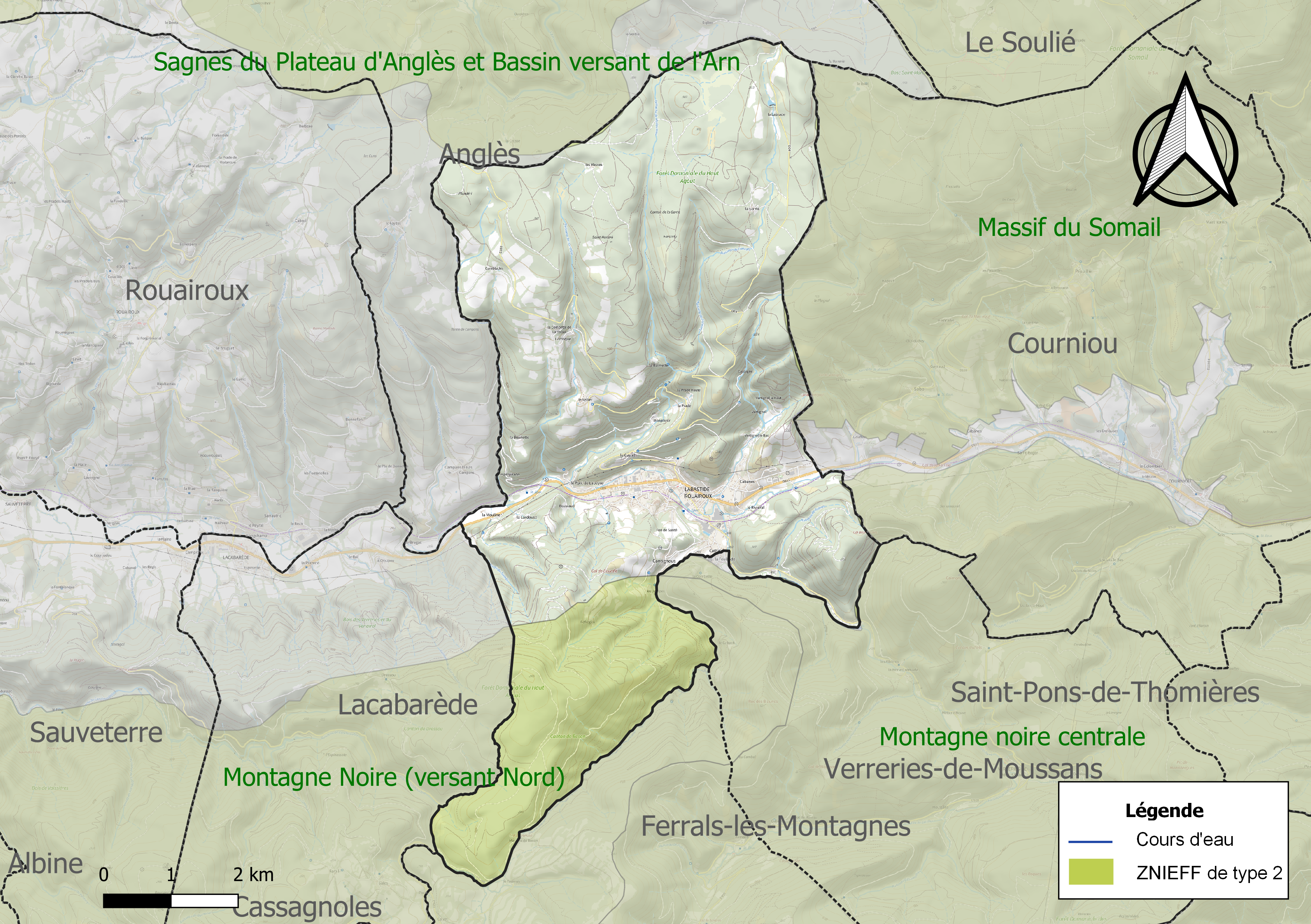
Carte des ZNIEFF de type 2 sur la commune.

## Urbanisme

### Typologie
Au 1er janvier 2024, Labastide-Rouairoux est catégorisée bourg rural, selon la nouvelle grille communale de densité à sept niveaux définie par l'Insee en 2022.
Elle est située hors unité urbaine et hors attraction des villes,.

### Occupation des sols
L'occupation des sols de la commune, telle qu'elle ressort de la base de données européenne d’occupation biophysique des sols Corine Land Cover (CLC), est marquée par l'importance des forêts et milieux semi-naturels (81,8 % en 2018), une proportion sensiblement équivalente à celle de 1990 (81 %). La répartition détaillée en 2018 est la suivante : 
forêts (78,8 %), prairies (9,4 %), zones urbanisées (5,4 %), zones agricoles hétérogènes (3,4 %), milieux à végétation arbustive et/ou herbacée (3 %). L'évolution de l’occupation des sols de la commune et de ses infrastructures peut être observée sur les différentes représentations cartographiques du territoire : la carte de Cassini (XVIIIe siècle), la carte d'état-major (1820-1866) et les cartes ou photos aériennes de l'IGN pour la période actuelle (1950 à aujourd'hui).

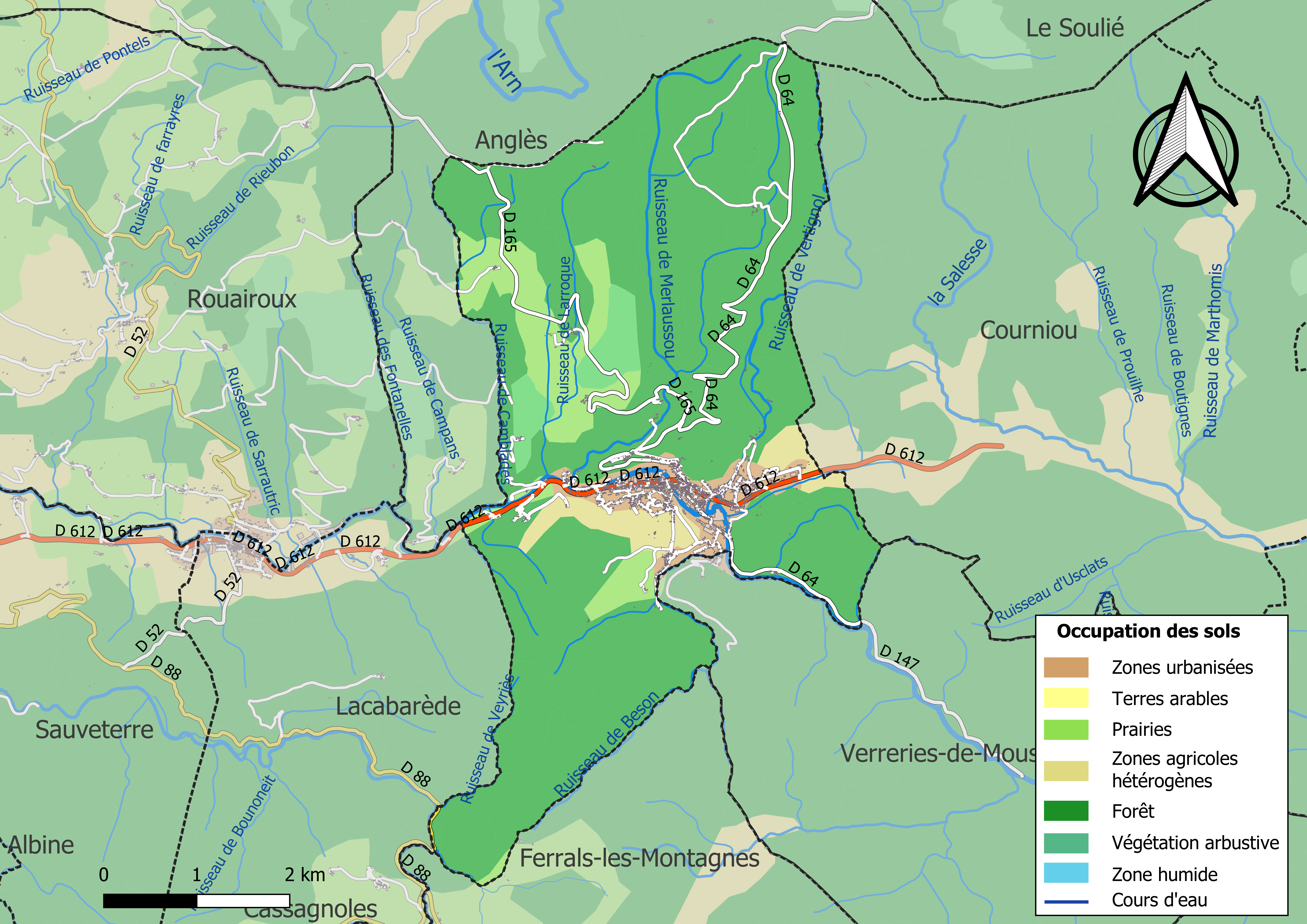
Carte des infrastructures et de l'occupation des sols de la commune en 2018 (CLC).

### Risques majeurs
Le territoire de la commune de Labastide-Rouairoux est vulnérable à différents aléas naturels : météorologiques (tempête, orage, neige, grand froid, canicule ou sécheresse), inondations, feux de forêts, mouvements de terrains et séisme (sismicité très faible). Il est également exposé à un risque technologique,  le transport de matières dangereuses, et à un risque particulier : le risque de radon. Un site publié par le BRGM permet d'évaluer simplement et rapidement les risques d'un bien localisé soit par son adresse soit par le numéro de sa parcelle.

#### Risques naturels
Certaines parties du territoire communal sont susceptibles d’être affectées par le risque d’inondation par débordement de cours d'eau, notamment le Thoré et le ruisseau de Candesoubre. La cartographie des zones inondables en ex-Midi-Pyrénées réalisée dans le cadre du XIe Contrat de plan État-région, visant à informer les citoyens et les décideurs sur le risque d’inondation, est accessible sur le site de la DREAL Occitanie. La commune a été reconnue en état de catastrophe naturelle au titre des dommages causés par les inondations et coulées de boue survenues en 1982, 1995, 1996, 1999, 2011, 2017 et 2018,.
Labastide-Rouairoux est exposée au risque de feu de forêt du fait de la présence sur son territoire. En 2022, il n'existe pas de Plan de Prévention des Risques incendie de forêt (PPRif). Le débroussaillement aux abords des maisons constitue l’une des meilleures protections pour les particuliers contre le feu,.

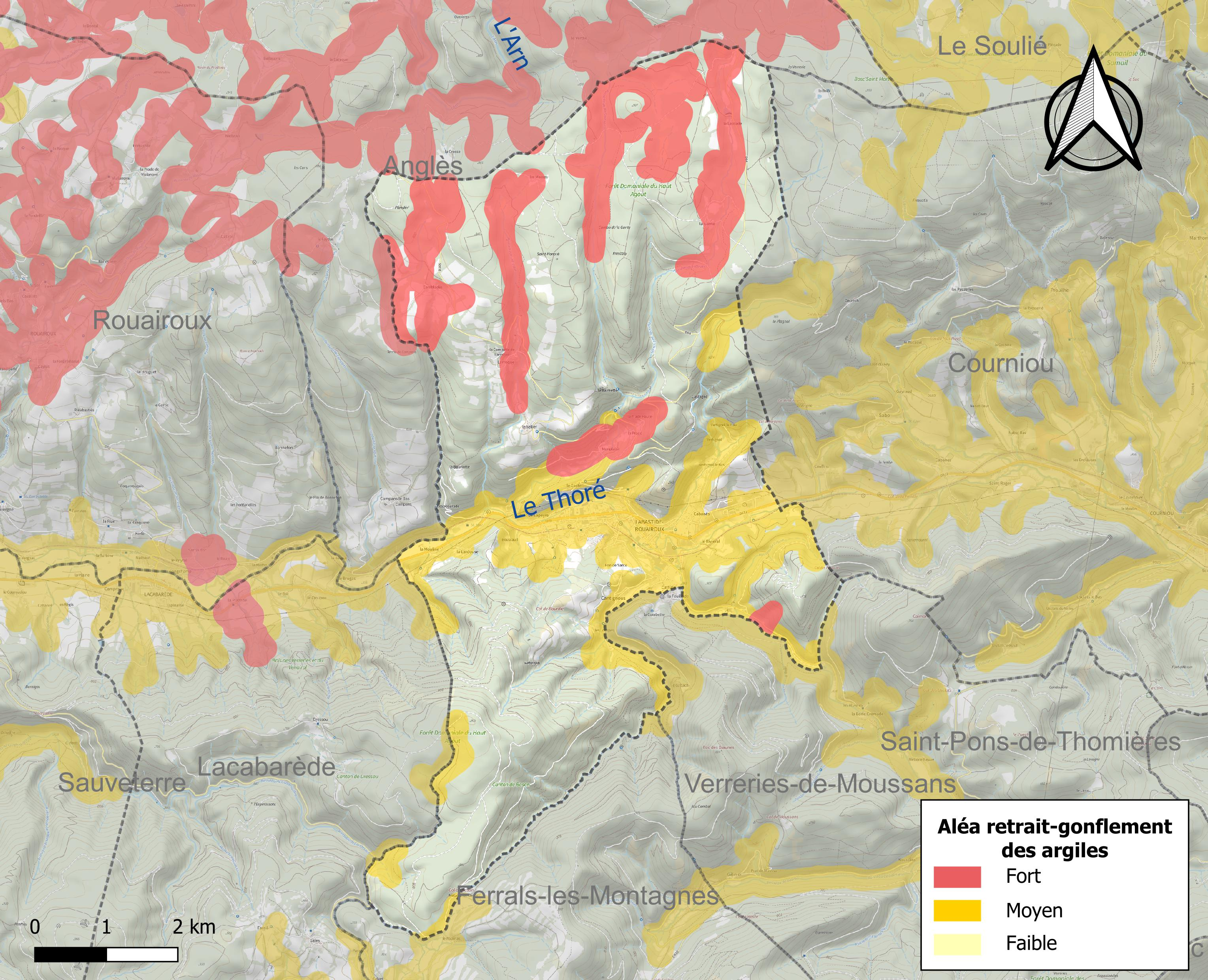
Carte des zones d'aléa retrait-gonflement des sols argileux de Labastide-Rouairoux.

La commune est vulnérable au risque de mouvements de terrains constitué principalement du retrait-gonflement des sols argileux. Cet aléa est susceptible d'engendrer des dommages importants aux bâtiments en cas d’alternance de périodes de sécheresse et de pluie. 37,5 % de la superficie communale est en aléa moyen ou fort (76,3 % au niveau départemental et 48,5 % au niveau national). Sur les 955 bâtiments dénombrés sur la commune en 2019, 913 sont en aléa moyen ou fort, soit 96 %, à comparer aux 90 % au niveau départemental et 54 % au niveau national. Une cartographie de l'exposition du territoire national au retrait gonflement des sols argileux est disponible sur le site du BRGM,.
Par ailleurs, afin de mieux appréhender le risque d’affaissement de terrain, l'inventaire national des cavités souterraines permet de localiser celles situées sur la commune.
Concernant les mouvements de terrains, la commune a été reconnue en état de catastrophe naturelle au titre des dommages causés par la sécheresse en 1989 et 1992 et par des mouvements de terrain en 1999.

#### Risques technologiques
Le risque de transport de matières dangereuses sur la commune est lié à sa traversée par des infrastructures routières ou ferroviaires importantes ou la présence d'une canalisation de transport d'hydrocarbures. Un accident se produisant sur de telles infrastructures est susceptible d’avoir des effets graves sur les biens, les personnes ou l'environnement, selon la nature du matériau transporté. Des dispositions d’urbanisme peuvent être préconisées en conséquence.

#### Risque particulier
Dans plusieurs parties du territoire national, le radon, accumulé dans certains logements ou autres locaux, peut constituer une source significative d’exposition de la population aux rayonnements ionisants. Certaines communes du département sont concernées par le risque radon à un niveau plus ou moins élevé. Selon la classification de 2018, la commune de Labastide-Rouairoux est classée en zone 3, à savoir zone à potentiel radon significatif.

## Histoire
Labastide-Rouairoux a été créée vers 1166 comme bastide, vraisemblablement par Raymond V, comte de Toulouse.
Labastide-Rouairoux appartenait au diocèse de Saint-Pons-de-Thomières et a été intégré à l’Hérault au moment de la création des départements en 1790.
Lors de la Révolution française, les citoyens de la commune se réunissent au sein de la société révolutionnaire, baptisée « société populaire » en octobre 1793.
En l’an V (loi du 28 pluviôse), la commune a été cédée au Tarn, ainsi que le canton d'Anglès, en échange du canton de Saint-Gervais-sur-Mare, qui appartenait historiquement au diocèse de Castres.
Au XIXe siècle, le village s'est développé grâce à l'industrie textile.

### Héraldique
| Labastide-Rouairoux | Son blasonnement est : De gueules au château d'argent, ouvert et ajouré de sable, chargé d'un écusson parti émanché d'azur et d'or, au chef cousu d'azur chargé des lettres SSB (Saint Saturnin de Bison) capitales d'or. |

## Politique et administration

### Liste des maires
| Période   | Période   | Identité                 | Étiquette   | Qualité                                                                                    |
| --------- | --------- | ------------------------ | ----------- | ------------------------------------------------------------------------------------------ |
| 1798      | 1808      | Jacques Rouanet          |             |                                                                                            |
| 1808      | 1822      | Philippe Cormouls        |             |                                                                                            |
| 1822      | 1826      | François Aussilloux      |             |                                                                                            |
| 1826      | 1830      | Auguste Jamme            |             |                                                                                            |
| 1830      | 1848      | Victor Alexandre Rouanet |             |                                                                                            |
| 1848      | 1848      | Eugène Barthe            |             |                                                                                            |
| 1848      | 1865      | Joseph Malafosse         |             |                                                                                            |
| 1865      | 1876      | Léon Xavier Aussilloux   |             |                                                                                            |
| 1876      | 1881      | Benjamin Benoit          |             |                                                                                            |
| 1881      | 1882      | Antoine Aussilloux       |             |                                                                                            |
| 1882      | 1901      | Auguste Vabre            |             |                                                                                            |
| 1901      | 1904      | Pierre Lanet             |             |                                                                                            |
| 1904      | 1919      | Élie Benoit              |             |                                                                                            |
| 1919      | 1941      | Frédéric Bourguet        | Soc. indep. | Industriel et conseiller général. Résistant, il est destitué par Vichy entre 1941 et 1944. |
| 1941      | 1944      | Léon Belot               |             | Nommé conseiller général en 1942                                                           |
| 1944      | 1947      | Frédéric Bourguet        | Soc. indep. |                                                                                            |
| 1947      | 1971      | René Fabre               |             |                                                                                            |
| mars 1971 | 1977      | Irénée Cros              |             |                                                                                            |
| mars 1977 | mars 1989 | Jacques Cauquil          | PCF         |                                                                                            |
| mars 1989 | mars 2008 | Michel Tournier          |             |                                                                                            |
| mars 2008 | mars 2014 | Françoise Fabre          |             |                                                                                            |
| mars 2014 | mai 2020  | Serge Lafon              |             |                                                                                            |
| mai 2020  | En cours  | Michèle Vincent          |             |                                                                                            |

## Démographie
Au dernier recensement, la commune comptait 1418 habitants.
| 1793  | 1800  | 1806  | 1821  | 1831  | 1836  | 1841  | 1846  | 1851  |
| ----- | ----- | ----- | ----- | ----- | ----- | ----- | ----- | ----- |
| 1 475 | 1 566 | 1 613 | 2 020 | 2 412 | 2 428 | 2 586 | 2 838 | 3 019 |

| 1856  | 1861  | 1866  | 1872  | 1876  | 1881  | 1886  | 1891  | 1896  |
| ----- | ----- | ----- | ----- | ----- | ----- | ----- | ----- | ----- |
| 2 638 | 2 633 | 2 882 | 2 871 | 3 090 | 2 889 | 3 011 | 2 906 | 2 820 |

| 1901  | 1906  | 1911  | 1921  | 1926  | 1931  | 1936  | 1946  | 1954  |
| ----- | ----- | ----- | ----- | ----- | ----- | ----- | ----- | ----- |
| 2 533 | 2 321 | 2 272 | 2 402 | 2 834 | 3 054 | 3 258 | 2 920 | 3 327 |

| 1962  | 1968  | 1975  | 1982  | 1990  | 1999  | 2006  | 2007  | 2012  |
| ----- | ----- | ----- | ----- | ----- | ----- | ----- | ----- | ----- |
| 3 313 | 3 208 | 2 858 | 2 301 | 2 027 | 1 753 | 1 631 | 1 614 | 1 443 |

| 2017  | 2022  | - | - | - | - | - | - | - |
| ----- | ----- | - | - | - | - | - | - | - |
| 1 410 | 1 418 | - | - | - | - | - | - | - |

## Économie

### Revenus
En 2018, la commune compte 675 ménages fiscaux, regroupant 1 319 personnes. La médiane du revenu disponible par unité de consommation est de 17 220 € (20 400 € dans le département).

### Emploi
|                | 2008   | 2013   | 2018   |
| -------------- | ------ | ------ | ------ |
| Commune        | 13,7 % | 13,7 % | 14,4 % |
| Département    | 8,2 %  | 9,9 %  | 10 %   |
| France entière | 8,3 %  | 10 %   | 10 %   |

En 2018, la population âgée de 15 à 64 ans s'élève à 653 personnes, parmi lesquelles on compte 65,4 % d'actifs (51 % ayant un emploi et 14,4 % de chômeurs) et 34,6 % d'inactifs,. Depuis 2008, le taux de chômage communal (au sens du recensement) des 15-64 ans est supérieur à celui de la France et du département.
La commune est hors attraction des villes,. Elle compte 365 emplois en 2018, contre 396 en 2013 et 406 en 2008. Le nombre d'actifs ayant un emploi résidant dans la commune est de 341, soit un indicateur de concentration d'emploi de 107,1 % et un taux d'activité parmi les 15 ans ou plus de 35,1 %.
Sur ces 341 actifs de 15 ans ou plus ayant un emploi, 168 travaillent dans la commune, soit 49 % des habitants. Pour se rendre au travail, 80,9 % des habitants utilisent un véhicule personnel ou de fonction à quatre roues, 1,5 % les transports en commun, 11,8 % s'y rendent en deux-roues, à vélo ou à pied et 5,9 % n'ont pas besoin de transport (travail au domicile).

### Activités hors agriculture

#### Secteurs d'activités
122 établissements sont implantés  à Labastide-Rouairoux au 31 décembre 2019. Le tableau ci-dessous en détaille le nombre par secteur d'activité et compare les ratios avec ceux du département,.
| Secteur d'activité                                                                                        | Commune | Commune | Département |
| Secteur d'activité                                                                                        | Nombre  | %       | %           |
| --- | ------- | ------- | ----------- |
| Ensemble                                                                                                  | 122     | 100 %   | (100 %)     |
| Industrie manufacturière, industries extractives et autres                                                | 13      | 10,7 %  | (13 %)      |
| Construction                                                                                              | 16      | 13,1 %  | (12,5 %)    |
| Commerce de gros et de détail, transports, hébergement et restauration                                    | 37      | 30,3 %  | (26,7 %)    |
| Information et communication                                                                              | 3       | 2,5 %   | (2,1 %)     |
| Activités financières et d'assurance                                                                      | 1       | 0,8 %   | (3,3 %)     |
| Activités immobilières                                                                                    | 4       | 3,3 %   | (4,2 %)     |
| Activités spécialisées, scientifiques et techniques et activités de services administratifs et de soutien | 15      | 12,3 %  | (13,8 %)    |
| Administration publique, enseignement, santé humaine et action sociale                                    | 26      | 21,3 %  | (15,5 %)    |
| Autres activités de services                                                                              | 7       | 5,7 %   | (9 %)       |

Le secteur du commerce de gros et de détail, des transports, de l'hébergement et de la restauration est prépondérant sur la commune puisqu'il représente 30,3 % du nombre total d'établissements de la commune (37 sur les 122 entreprises implantées  à Labastide-Rouairoux), contre 26,7 % au niveau départemental.

#### Entreprises et commerces
Les quatre entreprises ayant leur siège social sur le territoire communal qui génèrent le plus de chiffre d'affaires en 2020 sont : 
- Agence Commerciale Second Oeuvre - Acso, commerce de gros (commerce interentreprises) d'appareils électroménagers (4 151 k€)
- Holding Horizon, autres activités de soutien aux entreprises n.c.a. (405 k€)
- Clement Enjalbert, entretien et réparation de véhicules automobiles légers (310 k€)
- Amalric Charles, travaux de maçonnerie générale et gros œuvre de bâtiment (272 k€)

### Agriculture
|               | 1988 | 2000 | 2010 | 2020 |
| ------------- | ---- | ---- | ---- | ---- |
| Exploitations | 17   | 7    | 5    | 1    |
| SAU (ha)      | 181  | 60   | 58   | 0    |

La commune est dans la Montagne Noire, une petite région agricole située dans le sud du département du Tarn. En 2020, l'orientation technico-économique de l'agriculture  sur la commune est l'élevage de volailles. Une seule  exploitation agricole ayant son siège dans la commune est recensée lors du recensement agricole de 2020 (17 en 1988). La superficie agricole utilisée est de 0 ha,,.

## Culture locale et patrimoine

### Lieux et monuments
- Église Saint-Saturnin-de-Bison de Labastide-Rouairoux.
- Temple protestant de Labastide-Rouairoux.
- Musée départemental du textile, installé dans une ancienne manufacture du XIXe siècle.
- Dolmen du Plo de Laganthe
- Les bornes royales[44]

### Personnalités liées à la commune
- Alexandre-Victor Rouanet (1747-1821), vicaire épiscopal, sacré évêque constitutionnel en 1799, démissionnaire après le concordat de 1801.
- Pierre Louis Gabriel Auguste Jamme, homme politique né le 25 septembre 1814 à Labastide-Rouairoux (Tarn) et mort le 28 septembre 1889 à Mazamet.
- Frédéric Bourguet (1889-1978), industriel, maire de Labastide-Rouairoux, conseiller général du Tarn, résistant et sénateur du Tarn.
- Christophe Bassons, coureur cycliste.
- Frédérick Tristan, écrivain, de son vrai nom Jean-Paul Baron, prix Goncourt 1983, a vécu de 1945 à 1959 au 136 boulevard Carnot, où son père était agent en matériel textile.
- Joseph Garat (1911-1990), né à Labastide-Rouairoux, député des Basses-Pyrénées (1956-1958).

## Galerie

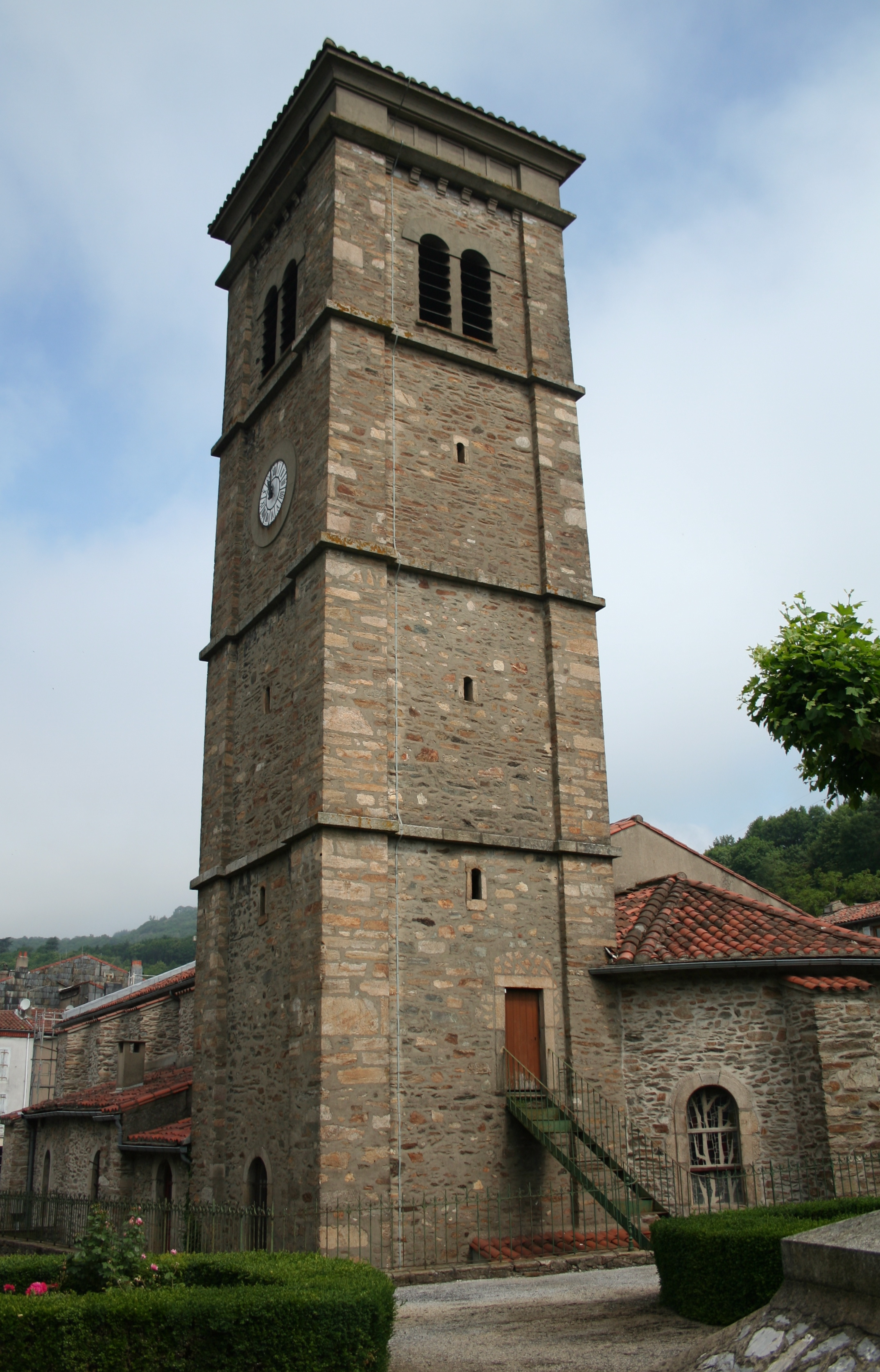
Clocher de l'église Saint-Saturnin.
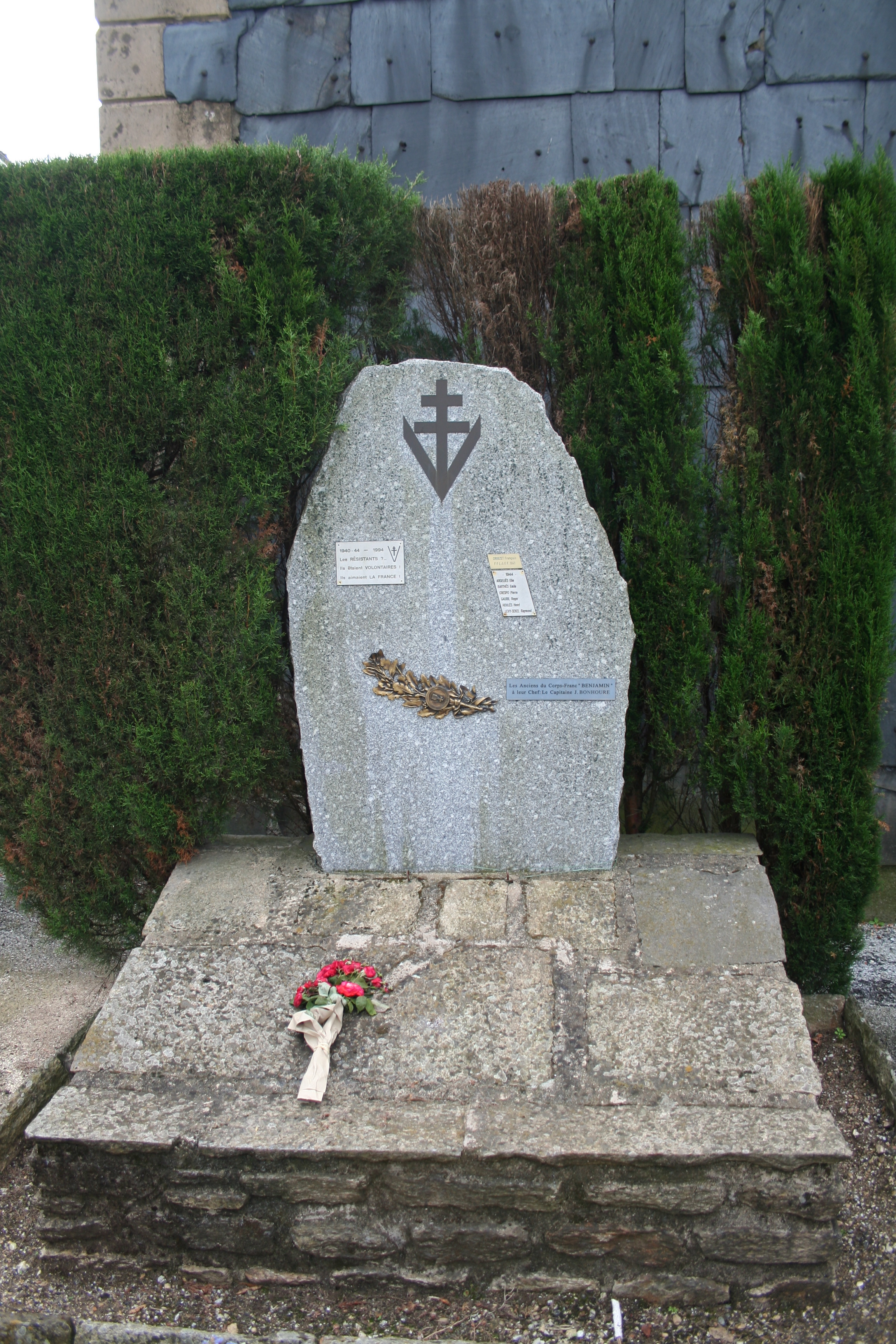
Stèle au Corps-Franc "BENJAMIN".